# Liste der Gerichte des Landes Berlin

Karte der Amtsgerichtsbezirke

Diese Liste dient der Aufnahme aller Gerichte in Trägerschaft des Landes Berlin.
| Gerichtsbarkeit             | Obere Landesgerichte                                  | Untere Landesgerichte      | Gerichtsbezirk (Zuständigkeit)                                                                         |
| --------------------------- | ----------------------------------------------------- | -------------------------- | --- |
| Verfassungsgerichtsbarkeit  | Verfassungsgerichtshof des Landes Berlin              | —                          | Land Berlin                                                                                            |
| Ordentliche Gerichtsbarkeit | Kammergericht (Oberlandesgericht)                     |                            | |
| Ordentliche Gerichtsbarkeit | Kammergericht (Oberlandesgericht)                     | Landgericht Berlin I       | Land Berlin (Strafsachen)                                                                              |
| Ordentliche Gerichtsbarkeit | Kammergericht (Oberlandesgericht)                     | Landgericht Berlin II      | Land Berlin (Zivilsachen)                                                                              |
| Ordentliche Gerichtsbarkeit | Kammergericht (Oberlandesgericht)                     | Amtsgericht Charlottenburg | Registergericht, Verbraucherinsolvenzverfahren, Bezirk Charlottenburg-Wilmersdorf                      |
| Ordentliche Gerichtsbarkeit | Kammergericht (Oberlandesgericht)                     | Amtsgericht Köpenick       | Bezirk Treptow-Köpenick                                                                                |
| Ordentliche Gerichtsbarkeit | Kammergericht (Oberlandesgericht)                     | Amtsgericht Kreuzberg      | Familiengericht für den Süden Berlins, Bezirk Friedrichshain-Kreuzberg und ehemaliger Bezirk Tempelhof |
| Ordentliche Gerichtsbarkeit | Kammergericht (Oberlandesgericht)                     | Amtsgericht Lichtenberg    | Bezirke Lichtenberg und Marzahn-Hellersdorf                                                            |
| Ordentliche Gerichtsbarkeit | Kammergericht (Oberlandesgericht)                     | Amtsgericht Mitte          | Ortsteile Hansaviertel, Moabit, Mitte, Prenzlauer Berg und Tiergarten                                  |
| Ordentliche Gerichtsbarkeit | Kammergericht (Oberlandesgericht)                     | Amtsgericht Neukölln       | Bezirk Neukölln                                                                                        |
| Ordentliche Gerichtsbarkeit | Kammergericht (Oberlandesgericht)                     | Amtsgericht Pankow         | Bezirk Pankow ohne Ortsteil Prenzlauer Berg                                                            |
| Ordentliche Gerichtsbarkeit | Kammergericht (Oberlandesgericht)                     | Amtsgericht Schöneberg     | Bezirk Steglitz-Zehlendorf und ehemaliger Bezirk Schöneberg                                            |
| Ordentliche Gerichtsbarkeit | Kammergericht (Oberlandesgericht)                     | Amtsgericht Spandau        | Bezirk Spandau                                                                                         |
| Ordentliche Gerichtsbarkeit | Kammergericht (Oberlandesgericht)                     | Amtsgericht Tiergarten     | amtsgerichtliche Strafsachen im Land Berlin                                                            |
| Ordentliche Gerichtsbarkeit | Kammergericht (Oberlandesgericht)                     | Amtsgericht Wedding        | Mahnverfahren im Land Berlin, Bezirk Reinickendorf und Ortsteile Wedding und Gesundbrunnen             |
| Arbeitsgerichtsbarkeit      | Landesarbeitsgericht Berlin-Brandenburg (in Berlin)   | Arbeitsgericht Berlin      | Länder Berlin und Brandenburg                                                                          |
| Finanzgerichtsbarkeit       | Finanzgericht Berlin-Brandenburg (in Cottbus)         | —                          | Länder Berlin und Brandenburg                                                                          |
| Sozialgerichtsbarkeit       | Landessozialgericht Berlin-Brandenburg (in Potsdam)   | Sozialgericht Berlin       | Länder Berlin und Brandenburg                                                                          |
| Verwaltungsgerichtsbarkeit  | Oberverwaltungsgericht Berlin-Brandenburg (in Berlin) | Verwaltungsgericht Berlin  | Länder Berlin und Brandenburg                                                                          |